# Parchi nazionali della Bosnia ed Erzegovina
I parchi nazionali della Bosnia ed Erzegovina (in serbo-croato Nacionalni parkovi Bosne i Hercegovine) sono quattro.
| Nome                        | Entità/ Cantone o regione             | Area (ha) | Anno | Localizzazione                                                                              | Immagine | Link                                               |
| --------------------------- | ------------------------------------- | --------- | ---- | ------------------------------------------------------------------------------------------- | -------- | -------------------------------------------------- |
| Parco nazionale di Sutjeska | Repubblica Serba Foča                 | 17 350    | 1965 | Mappa di localizzazione: Bosnia ed Erzegovina · Parchi nazionali della Bosnia ed Erzegovina |          | Archiviato l'11 gennaio 2016 in Internet Archive.  |
| Parco nazionale di Kozara   | Repubblica Serba Banja Luka           | 3 907     | 1967 | Mappa di localizzazione: Bosnia ed Erzegovina · Parchi nazionali della Bosnia ed Erzegovina |          |                                                    |
| Parco nazionale della Una   | Fed. di Bosnia ed Erzegovina Una-Sana | 19 800    | 2008 | Mappa di localizzazione: Bosnia ed Erzegovina · Parchi nazionali della Bosnia ed Erzegovina |          | Archiviato il 2 dicembre 2019 in Internet Archive. |
| Parco nazionale della Drina | Repubblica Serba Vlasenica            | 6 315     | 2017 | Mappa di localizzazione: Bosnia ed Erzegovina · Parchi nazionali della Bosnia ed Erzegovina |          |                                                    |
| Totale                      | Totale                                | 47 372    |      |                                                                                             |          |                                                    |